# セーシェルコノハズク
セーシェルコノハズク（Otus insularis）は、フクロウ目フクロウ科コノハズク属に分類される鳥類。

## 分布
セーシェル（マヘ島）固有種

## 形態
全長20-25cm。耳介状に伸長する羽毛（羽角）は小型。羽衣は暗褐色。上面や翼には黄褐色、腹部には暗橙色の斑点が入る。
虹彩は黄色。後肢は羽毛で被われない。

## 生態
標高250-600mにある湿潤林や二次林に生息する。夜行性もしくは薄明薄暮性。
食性は動物食で、主に昆虫を食べるがカエルやトカゲなども食べる。
樹洞に巣をつくると考えられている。

## 人間との関係
開発による生息地の破壊、人為的に移入されたメンフクロウとの競合などにより生息数が激減した。以前はセーシェルの別の島嶼にも分布していたが、1906年に絶滅したと考えられていた。1959年にマヘ島で再発見された。生息地はモルヌ・セイシェロワ国立公園に指定されている。1992-1993年における生息数は約80ペアと推定されている。